# هتل‌های رنسانس
هتل‌های رنسانس (انگلیسی: Renaissance Hotels) شرکت مهمان‌نوازی آمریکایی است، که در سال ۱۹۸۱ تأسیس شد.